# 1878 no beisebol

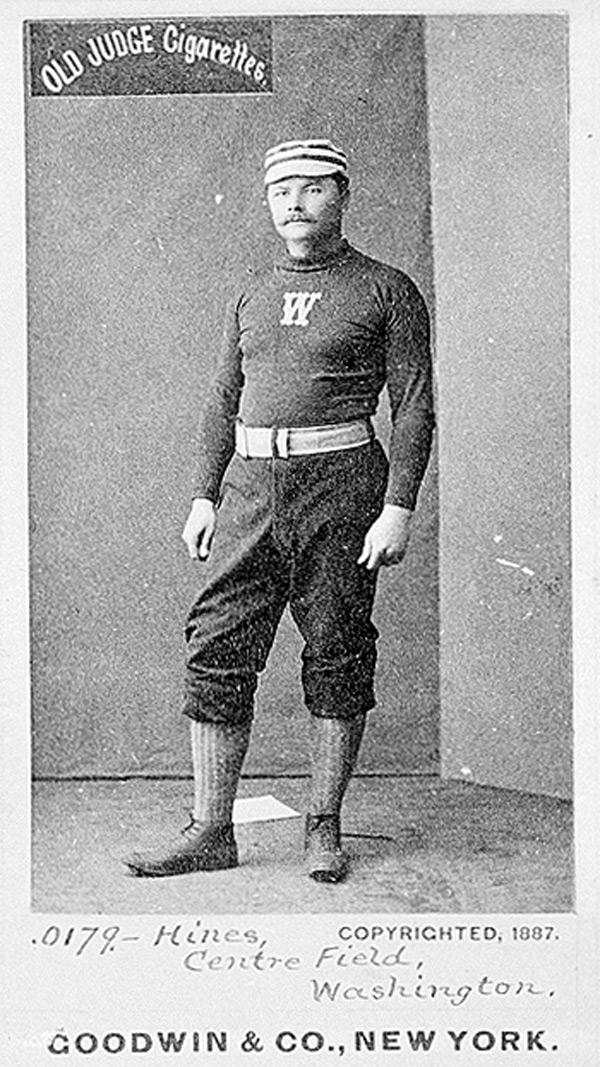
Paul Hines, líder em média, home runs e RBIs em 1878.

Esta é uma lista de eventos no mundo do beisebol durante o ano de 1878.

## Campeões
- Liga Nacional: Boston Red Caps
- International Association: Buffalo Bisons
- Pacific Coast: San Francisco Athletics (Semi-pro)

Inter-league:  Boston (NL) e Buffalo (IA) cada um venceu uma partida em uma série de 2 jogos.

## National League - Times e aproveitamento
| Time                    | Vitórias | Derrotas |
| ----------------------- | -------- | -------- |
| Boston Red Caps         | 41       | 19       |
| Cincinnati Reds         | 37       | 23       |
| Providence Grays        | 33       | 27       |
| Chicago White Stockings | 30       | 30       |
| Indianapolis Blues      | 24       | 36       |
| Milwaukee Grays         | 15       | 45       |

## Líderes
| National League    |                          |             |  |
| Tipo               | Nome                     | Estatística |  |
| Média em rebatidas | Paul Hines PRO           | 35,8%       |  |
| HR                 | Paul Hines PRO           | 4           |  |
| RBI                | Paul Hines PRO           | 50          |  |
| Vitórias           | Tommy Bond BSN           | 40          |  |
| ERA                | John Montgomery Ward PRO | 1.51        |  |
| Strikeouts         | Tommy Bond BSN           | 182         |  |

## Nascimentos
- 12 de janeiro – William Matthews
- 13 de fevereiro – Bill Bradley
- 18 de fevereiro – Frederick Westervelt
- 6 de março – Bert Husting
- 4 de abril – Jake Volz
- 24 de abril – Charlie Graham
- 27 de abril – Charlie Chech
- 27 de abril – George Winter
- 13 de maio – Frank Hemphill
- 14 de maio – J. L. Wilkinson
- 24 de maio – Jack Pfiester
- 30 de maio – Mike Donlin
- 5 de junho – Fred Mitchell
- 13 de junho – Bill Bergen
- 12 de julho – Bill Coughlin
- 24 de julho – Chris Lindsay
- 6 de outubro – Len Swormstedt
- 10 de outubro – Otto Hess
- 27 de outubro – Shad Barry
- 10 de novembro – Cy Morgan
- 23 de novembro – Jimmy Sheckard
- 29 de novembro – Long Tom Hughes

## Mortes
- 31 de março – Henry Burroughs, 32?, campista externo em 1871–72 Washington Olympics.
- 2 de outubro – Lewis Meacham, 32, umpire em um jogo durante a temporada de 1875 da National Association.